# Утонду, Беатрис
Беатрис Утонду (англ. Beatrice Utondu; 23 ноября 1969) — нигерийская легкоатлетка, призёр Олимпийских игр.
Беатрис Утонду родилась в 1969 году. В 1992 на Олимпийских играх в Барселоне она стала обладателем бронзовой медали в эстафете 4×100 м.